# 애니원스 레전드
애니원스 레전드(Anyone's Legend)은 중화인민공화국의 리그 오브 레전드 프로게임단이다.

## 연혁
- 2017년 12월 15일 : Rogue Warriors 창단
- 2021년 12월 1일 : Anyone's Legend으로 팀명 변경

## 소속 선수
- 감독 : 류루이
- 코치 : 천신린

| 이름       | 소환사명 | 포지션  | 비고 |
| ---------- | -------- | ------- | ---- |
| 주더장     | Zdz      | 탑      |      |
| 펑하오     | Xiaohao  | 정글    |      |
| 저우스하오 | Harder   | 미드    |      |
| 덩제       | Forge    | 미드    |      |
| 루위홍     | Betty    | AD 캐리 |      |
| 장밍       | QiuQiu   | 서포터  |      |

## 주요 성적
- 데마시아 컵 2021 12강
- 2022 리그 오브 레전드 프로리그 스프링 11위
- 2022 리그 오브 레전드 프로리그 서머 13위

## 같이 보기
- 리그 오브 레전드 프로리그(LPL)